# Nishimura Shoichi
{{nihongo|
Nishimura Shoichi (1912 - 22 tháng 3 năm 1998) là một cầu thủ bóng đá người Nhật Bản.

## Đội tuyển bóng đá quốc gia Nhật Bản
Nishimura Shoichi thi đấu cho ĐTQG Nhật từ năm 1934.

## Thống kê sự nghiệp
| Đội tuyển bóng đá Nhật Bản | Đội tuyển bóng đá Nhật Bản | Đội tuyển bóng đá Nhật Bản |
| Năm                        | Trận                       | Bàn                        |
| -------------------------- | -------------------------- | -------------------------- |
| 1934                       | 2                          | 1                          |
| Tổng cộng                  | 2                          | 1                          |